# Finazzi
Alexandre Silveira Finazzi,[carece de fontes?] mais conhecido como Finazzi (São João da Boa Vista, 20 de agosto de 1973), é um engenheiro civil, treinador e ex-futebolista brasileiro que atuava como atacante.
Como jogador, teve 52 passagens por equipes e defendeu 36 times diferentes.

## Carreira

### Jogador

#### História
Descendente de italianos de Bolgare, jogava futebol nos times amadores de São João da Boa Vista. Após ser artilheiro dos Jogos Regionais, ele foi chamado para jogar a Série A2 do Paulistão pelo Palmeiras de São João da Boa Vista, aos 17 anos.
Em seguida, em 1991, foi levado para as categorias de base do Guarani, onde ficou por dois anos, mas largou o futebol aos 19 anos para dedicar-se ao curso de Engenharia Civil na PUC de Campinas. Aos 23, quase formado, o sonho de ser jogador prevaleceu. Finazzi, detém a artilharia no futebol de campo dos Jogos Universitários da PUC de Campinas, defendendo a camisa da Liga das Engenharias da PUC, com 45 gols em 7 jogos, pelo torneio de 1996.

#### Profissionalismo e auge no Corinthians
Em 23 de outubro de 1996, Finazzi chegou ao São Paulo FC para um jogo-treino com a equipe principal contra o Garça, que disputava a Série A2 do Estadual. O jogador entrou depois do intervalo, quando o São Paulo vencia por 2 a 1 e em 28 minutos em campo, fez três gols. Trancou faculdade aos 23 anos e ficou no São Paulo até o começo de 97.
Em 99, no Goiânia, o atacante deslanchou. Em seguida, começou a fazer gols por várias equipes como Goiás, Vila Nova, Fortaleza, Ponte Preta e América-SP.
Jogou pelo Corinthians. Chegou ao clube do Parque São Jorge num momento difícil, que vivia uma crise política, com vários de seus dirigentes envolvidos em esquemas de desvio e lavagem de dinheiro. No Brasileirão de 2007, o clube alvinegro fez a pior campanha de sua história, culminando com o rebaixamento. Mesmo contribuindo com vários gols milagrosos no campeonato, Finazzi acabou sendo suspenso e ficando fora da fatídica e trágica partida contra o Grêmio que culminou com o rebaixamento do clube, mesmo com trabalho da diretoria para tentar recorrer e coloca-lo em campo, mas sem êxito. Questiona-se que se Finazzi tivesse jogado a última partida talvez o resultado pudesse ter sido outro. Finazzi figurou entre os dez principais goleadores do campeonato, com 12 gols.

#### Passagens pós-Corinthians.
No dia 18 de junho de 2008, Finazzi, pouco aproveitado pelo técnico Mano Menezes, acertou a sua transferência para o São Caetano. Próximo ao dia 20 de dezembro de 2008, também pouco aproveitado pelo São Cetano, Finazzi resolveu acertar a sua rescisão de contrato com o clube paulista. Clubes como Botafogo, Santos, Náutico, Vasco, Paraná e Ponte Preta teriam sondado o jogador, o que o levou a pedir a rescisão de contrato. 
No dia 17 de janeiro 2009, Finazzi assinou com Mirassol. O atacante era o atleta de salário mais caro do time, por essa razão, em abril de 2009, o clube resolveu dispensá-lo. O atleta foi contratado pelo Mixto para a disputa da Série C do Campeonato Brasileiro. Porém, o time não foi bem e acabou caindo para a Série D, sem Finazzi marcar nenhum gol. 
Ainda no mesmo ano, o jogador acertou seu retorno a Ponte Preta. Em 2010, teve seu contrato encerrado após uma campanha mediana defendendo a Ponte Preta e voltou pela quinta vez ao Fortaleza. Com a fraca campanha do time na Série C, Finazzi teve seu contrato rescindido.
Após isso, foi apresentado como reforço do Bragantino para a Série B. Após rápida passagem pelo clube paulista, Finazzi muda de clube novamente dessa vez rumo ao Pará para defender o Remo.
No início de 2011, acertou com o Goiânia Esporte Clube, para a disputa da Segunda Divisão do Campeonato Goiano. Em julho do mesmo ano, após ter acertado com o Anapolina, disputou o Campeonato Goiano de Futebol, tendo uma boa exibição nos jogos.
Ainda em 2011, é contratado novamente pelo Bragantino para a reta final do Campeonato Brasileiro - Série B. No fim de 2011, logo após o término da Série B vence o contrato de Finazzi com o Bragantino.
Em fevereiro de 2012, Finazzi assina com o XV de Jaú para ajudar o time no Campeonato Paulista - Série A3. Ainda em 2012, retorna ao Goiânia EC para a disputa da Segunda Divisão do Campeonato Goiano.
Em janeiro de 2013, é contratado pelo Poços de Caldas Futebol Clube para disputar o Módulo II do Campeonato Mineiro deste ano. 
Em 2014 acerta com o Itapirense para disputa do Campeonato Paulista - Série A2.
Acabou anunciando a sua aposentadoria em 2014  com o objetivo de se tornar Treinador de futebol.

### Treinador
Em 4 de fevereiro de 2020, foi anunciado como técnico do Goiânia EC. Em sua estreia como treinador da equipe alvinegra, venceu o Vila Nova por 2 a 1 e encerrou um jejum de 20 anos sem vitória do Goiânia sobre o Vila.
Em maio de 2022, assume o comando do Itumbiara para disputar a Divisão de Acesso do Campeonato Goiano de 2022.
Finazzi foi contratado em novembro de 2022 para comandar o Castanhal no Campeonato Paraense 2023. Em 7 de março de 2023, Finazzi é anunciado como o novo técnico do Costa Rica EC.

## Títulos
Sochaux
- Campeonato Francês – Segunda Divisão: 2000–01

Vila Nova
- Campeonato Goiano: 2001

Goiás
- Campeonato Goiano: 2002
- Copa Centro-Oeste: 2002

Paulista
- Copa do Brasil: 2005

## Artilharias
América-SP
- Campeonato Paulista: 2005 (17 gols)